# SASE
SASE (acronimo inglese che significa self addressed stamped envelope) o talora SSAE (stamped self-addressed envelope) o SAE (self addressed envelope) è una busta con già scritto l'indirizzo e l'affrancatura, che viene allegata ad un'altra lettera spedita ad una terza persona, al fine di assicurarsi una risposta.
È preferibile affrancare la busta interna con i francobolli, anziché la stampa dell'ufficio postale, in quanto l'ufficio postale da cui sarà rispedita la sase potrebbe non accettare una stampa fatta altrove diversi giorni prima.

## Usi
In diversi Paesi, diverse compagnie usano il sistema delle SASE per distribuire materiale gratuito, risparmiando così le spese di spedizione. Ogni beneficiario paga una singola spedizione, invece di gravare in totale sulle spese della compagnia.
Sono tuttora largamente usate nell'editoria: diverse case editrici e agenti letterari richiedono, tra i requisiti dei manoscritti entranti, l'inclusione di una SASE per reinviare il manoscritto in caso venisse rifiutato. Sono molto usate dai collezionisti di autografi, un fan spedisce una sase ad una celebrità o un atleta, il quale utilizzerà la busta per rispedirgli l'autografo. Con l'avvento di internet e la diffusione di forum specializzati, si sta diffondendo l'uso della sase per ricevere in regalo qualcosa da un altro utente.